# Progetto EDEN (turismo)

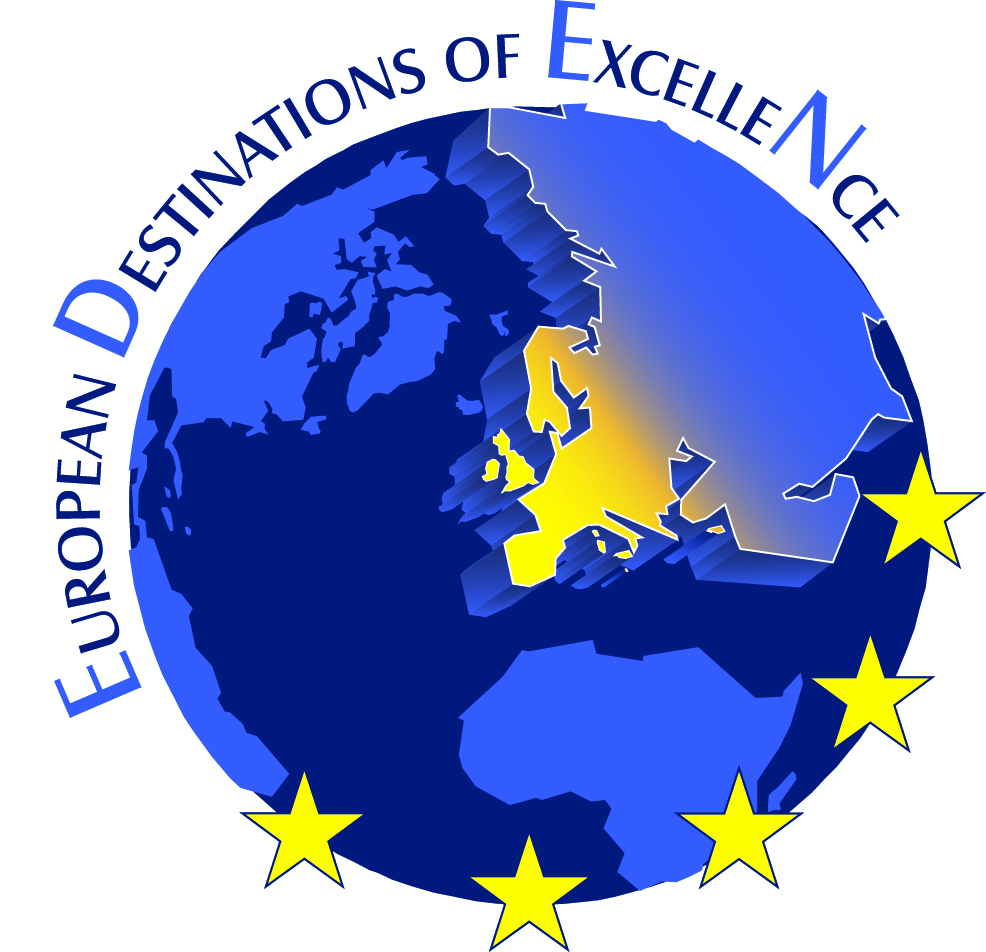
Logo EDEN

Il progetto Destinazioni europee di eccellenza (o EDEN, acronimo di  European Destinations of ExcelleNce), è un'attività promossa dalla Commissione europea per la selezione in ogni stato membro, attraverso un concorso annuale, di destinazioni proposte come esempio di buona prassi per il turismo sostenibile.
I requisiti generali richiesti per la partecipazione sono: a) essere una destinazione non tradizionale, ossia con bassa densità turistica; b) organizzare con cadenza periodica regolare un evento specifico del proprio patrimonio immateriale; c) gestire la propria offerta turistica seguendo i princìpi della sostenibilità sociale, culturale ed ambientale.
Nel corso del 2007 tutte le regioni italiane hanno presentato proprie candidature, eccezion fatta per la Valle d'Aosta.

## Gli obiettivi di EDEN
Il turismo è un'attività economica strategica nell'Unione europea, la cui importanza nell'economia dell'UE è probabile che continui ad aumentare nei prossimi anni. Ha un grande potenziale per quanto riguarda il contributo alla realizzazione di diversi obiettivi principali dell'UE, quali lo sviluppo sostenibile, la crescita economica, l'occupazione così come la coesione sociale ed economica. Per conseguire questi obiuettivi la Commissione europea ha lanciato il progetto EDEN. I suoi scopi e quindi gli obiettivi a lungo termine dell'UE possono essere riassunti come segue:
- richiamare l'attenzione sul valore, la diversità e le caratteristiche comuni delle destinazioni turistiche Europee
- accrescere la visibilità delle emergenti destinazioni turistiche Europee d'eccellenza, soprattutto quelle meno conosciute
- creare una piattaforma per la condivisione di buone pratiche in tutta Europa
- premiare ed incentivare forme di turismo sostenibile
- trasformare i luoghi meno conosciuti in Europa in luoghi per tutto l'anno e aiutare il decongestionamento delle destinazioni turistiche più visitate
- promuovere tutti i paesi e regioni Europee, e
- di promuovere la creazione di reti tra le destinazioni premiate al fine che altre destinazioni adottino modelli sostenibili di sviluppo turistico

## Processo di selezione delle destinazioni EDEN
Ogni anno, la Commissione europea pubblica un invito a presentare proposte per offrire il suo sostegno alle amministrazioni pubbliche nazionali in carica del turismo negli Stati membri (di norma i ministeri nazionali o gli altri organismi pubblici aventi le stesse mansioni) per prendere parte al progetto e all'organizzazione di un processo nazionale di selezione. Anche i paesi candidati e EFTA/EEA sono ammessi e beneficeranno delle stesse attività promozionali così come tutti gli Stati membri dell'UE.
Ogni paese partecipante al progetto gestisce il proprio processo di selezione durante la prima metà dell'anno. Prima di tutto, organizzano una campagna di comunicazione per informare tutti i possibili candidati riguardo al concorso. Le destinazioni partecipanti devono dimostrare che il turismo economicamente sostenibile è stato sviluppato sulla base del tema EDEN di ogni anno. Le destinazioni vincenti sono quelle che meglio riflettono il tema scelto annualmente e che offrono un'esperienza unica nel turismo, in linea con i modelli sostenibili. A metà dell'anno, una destinazione vincente per paese viene selezionata sulla base di un insieme di criteri di aggiudicazione stabiliti sia a livello europeo che nazionale. I nomi dei vincitori verranno comunicati alla Commissione europea, che si occupa di organizzare una cerimonia di premiazione europea (European Award Ceremony).

## Le edizioni di EDEN
Ogni edizione di EDEN si sviluppa intorno a un tema annuale, scelto dalla commissione congiuntamente agli organismi competenti del turismo nazionale. Questo tema funziona come un leitmotif.
Ciascuno degli argomenti scelti serve a sottolineare i diversi aspetti delle attività delle regioni europee ed è relazionato allo sviluppo sostenibile in un modo o nell'altro, che sia da un punto di vista culturale, economico, di coinvolgimento locale o ambientale. Gli argomenti di EDEN forniscono l'occasione per dimostrare la ricchezza delle diversità che l'Europa può offrire, includendo le sue risorse naturali, il patrimonio storico, le feste tradizionali, la gastronomia locale, e così via.

### Temi scelti
- 2007: Migliori destinazioni rurali emergenti europee di eccellenza
- 2008: Turismo e patrimonio immateriale locale
- 2009: Turismo e aree protette
- 2010: Turismo acquatico
- 2011: Turismo e rigenerazione dei siti fisici
- 2013: turismo accessibile
- 2015: Turismo e gastronomia locale
- 2017: Turismo culturale
- 2019: Turismo della salute e del benessere